# 마타이-퀼런 형식
미분기하학과 이론물리학에서 마타이-퀼런 형식(മത്തായി-Quillen形式, 영어: Mathai–Quillen form)은 벡터 다발의 톰 특성류를 표현하는 미분 형식이며, 벡터 다발의 올 방향으로 가우스 함수를 따른다. 무한 차원 공간 위의 유한 차원 벡터 다발에 대하여 정의될 수 있으며, 이는 위상 양자장론과 깊은 관계를 가진다.

## 정의
다음이 주어졌다고 하자.
- (유한 차원) 연결 유향 매끄러운 다양체 {\displaystyle M}
- (유한 차원) 콤팩트 리 군 {\displaystyle G}
- {\displaystyle G}-주다발 {\displaystyle G\hookrightarrow P\twoheadrightarrow M}
- 유한 짝수 차원 실수 내적 공간 {\displaystyle (F,\langle -,-\rangle )}
- {\displaystyle G}의 유한 짝수 차원 직교 표현 {\displaystyle \rho \colon G\to \operatorname {O} (F)}.
  - 이로부터 연관 벡터 다발 유한 짝수 차원 벡터 다발 {\displaystyle F\hookrightarrow E\,{\overset {\pi }{\twoheadrightarrow }}\,M}을 정의할 수 있으며, 그 올 위에는 양의 정부호 내적이 주어진다.
- {\displaystyle P} 위의 주접속 {\displaystyle \nabla }
  - 이로부터 {\displaystyle E}의 단면에 대해서도 벡터 다발 접속이 주어진다.

그렇다면, {\displaystyle P\times F} 위에 다음과 같은 미분 형식을 정의하자.
{\displaystyle \Phi _{\nabla }(E)|_{\xi }={\frac {1}{(2\pi )^{2m}}}\int _{\mathbb {R} ^{2m}}\mathrm {d} ^{2m}B\int _{\mathbb {R} ^{2m}}\mathrm {d} ^{2m}\chi ,\exp(S[\xi ,\chi ,\Omega _{\nabla },B])}
{\displaystyle S[\xi ,\chi ,\Omega _{\nabla },B]=-B^{i}B_{i}/2+i\xi ^{i}B_{i}-\chi _{i}\mathrm {i} \nabla \xi ^{i}+\chi _{i}\Omega ^{ij}\chi _{j}/2}
여기서
- {\displaystyle i,j,\dotsc }는 {\displaystyle F}의 벡터 지표이다. 이는 {\displaystyle F}의 내적을 통하여 올리거나 내릴 수 있다.
- {\displaystyle \rho _{ij}(\Omega _{\nabla })\in \operatorname {End} (F)}는 주접속 {\displaystyle \nabla }의 주곡률 {\displaystyle \Omega _{\nabla }}의 {\displaystyle \rho }에 의한 표현이다.
- {\displaystyle (\xi ^{1},\dotsc ,\xi ^{2m})}은 {\displaystyle F} 위의 데카르트 좌표계를 이룬다. 이들의 공변 미분 {\displaystyle \nabla \xi ^{i}}는 {\displaystyle P\times F} 위의 {\displaystyle G}-불변 1차 미분 형식들이다. 공변 미분의 정의에 따라, 이는 {\displaystyle P\times _{G}F=E} 위의 1차 미분 형식을 이룬다.
- {\displaystyle \textstyle \int \mathrm {d} ^{2m}\chi }는 {\displaystyle 2m}개의 형식적 반가환 변수 {\displaystyle \chi ^{1},\dotsc ,\chi ^{2m}}에 대한 베레진 적분이다. 변수 {\displaystyle \chi ^{i}}는 홀수차 (가환) 미분 형식과 반가환한다.
- {\displaystyle \chi ^{i}\rho _{ij}(\Omega _{\nabla })\chi ^{j}+\mathrm {i} \chi _{i}\nabla \xi ^{i}}은 {\displaystyle P\times F} 위의 2차 미분 형식과 1차 미분 형식의 합이다. 그 (형식적) 지수 함수는 미분 형식 쐐기곱에 대한 멱급수 전개로 정의된다. 베레진 적분은 이 멱급수에서, 미분 형식 등급이 {\displaystyle 2m}인 항만을 골라낸다.
- {\displaystyle \textstyle \int \mathrm {d} B}는 스칼라 보조장 {\displaystyle B}에 대한 적분이다.

즉, 다음과 같다.
| 기호                                          | 설명                 | {\displaystyle G\leq \operatorname {O} (F)}에 대한 변환 | 가환성 | {\displaystyle P\times F} 위의 미분 형식 차수 |
| --------------------------------------------- | -------------------- | ------------------------------------------------------- | ------ | --------------------------------------------- |
| {\displaystyle \xi ^{i}}                      | 데카르트 좌표        | 기본 표현                                               | 가환   | 0                                             |
| {\displaystyle \nabla \xi ^{i}}               | 데카르트 좌표        | 기본 표현                                               | 가환   | 1                                             |
| {\displaystyle \chi _{i}}                     | 형식적 그라스만 변수 | (쌍대) 기본 표현                                        | 반가환 | 0                                             |
| {\displaystyle \rho _{ij}(\Omega _{\nabla })} | 주곡률               | 딸림표현                                                | 가환   | 2                                             |
| {\displaystyle B_{i}}                         | 보조장               | 기본 표현                                               | 가환   | 0                                             |

보조장 {\displaystyle B}에 대한 적분을 취하면, 다음을 얻는다.
{\displaystyle \Phi _{\nabla }(E)|_{\xi }={\frac {1}{(2\pi )^{m}}}\int _{\mathbb {R} ^{2m}}\mathrm {d} ^{2m}\chi ,\exp(S'[\xi ,\chi ,\Omega _{\nabla }])}
{\displaystyle S'[\xi ,\chi ,\Omega _{\nabla }]=-\xi _{i}\xi ^{j}/2-\chi _{i}\mathrm {i} \nabla \xi ^{i}+\chi _{i}\Omega ^{ij}\chi _{j}/2}
이 작용은 초대칭
{\displaystyle \delta \chi _{i}=B_{i}}
{\displaystyle \delta \xi _{i}=\nabla \xi _{i}}
{\displaystyle \delta B^{i}=\Omega ^{ij}\chi _{j}}
을 가지며, 이에 따라
{\displaystyle S=\delta (\chi _{i}(\mathrm {i} \xi ^{i}-B^{i}/2))}
이다.
베레진 적분에 의하여, {\displaystyle \Phi _{\nabla }(E)}는 {\displaystyle P\times F} 위의 {\displaystyle 2m}차 미분 형식을 이룬다. 정의에 따라 이는 {\displaystyle G}-불변이므로, 연관 벡터 다발 {\displaystyle E=P\times _{G}F} 위의 {\displaystyle 2m}차 미분 형식을 이룬다. 또한, 이는 초대칭 {\displaystyle \delta }에 의하여 닫힌 미분 형식이다. 이를 마타이-퀼런 형식이라고 한다.
무한 차원에서는 {\displaystyle m} 등이 무한대가 되기 때문에 이 공식을 직접 해석할 수 없지만, 일부 경우 양자장론의 경로 적분 등을 사용하여 이 값을 정의할 수 있다.

## 성질
만약 {\displaystyle X}가 유한 차원 매끄러운 다양체일 때, {\displaystyle s}의 마타이-퀼런 형식
{\displaystyle \Phi _{\nabla }(E)\in \Omega ^{2m}(E)}
의 드람 코호몰로지 동치류
{\displaystyle [\Phi _{\nabla }(E)]_{\text{dR}}\in \operatorname {H} ^{2m}(E)\otimes _{\mathbb {Z} }\mathbb {R} }
는 {\displaystyle E}의 오일러 특성류
{\displaystyle \operatorname {e} (E)\in \operatorname {H} ^{2m}}
의 실수 계수와 같다.
{\displaystyle (\operatorname {e} (E)\otimes _{\mathbb {Z} }\mathbb {R} )=[\Phi _{\nabla }(E)]_{\text{dR}}}
특히, 이는 사용한 단면 {\displaystyle s\colon M\to E}에 의존하지 않는다.
그러나 무한 차원에서는 마타이-퀼런 형식은 일반적으로 {\displaystyle s}에 의존하게 된다.

## 예

### 초대칭 양자 역학 (드람 코호몰로지)
다음과 같은 경우를 생각하자.
- {\displaystyle (M,g)}는 {\displaystyle n}차원 유한 차원 콤팩트 리만 다양체이다.
- {\displaystyle \mathbb {S} _{\beta }^{1}=[0,\beta ]/(0\sim \beta )}는 둘레가 {\displaystyle \beta \in \mathbb {R} ^{+}}인 원이다.
- {\displaystyle X=\operatorname {L} ^{1,2}(\mathbb {S} _{\beta }^{1},M)}는 유한 에너지 고리들로 구성된 소볼레프 공간이다. 이는 힐베르트 다양체이며, {\displaystyle M}의 고리 공간(과 호모토피 동치)이다. 즉, 가측 함수 {\displaystyle f\colon \mathbb {S} ^{1}\to M} 가운데, 미분 {\displaystyle {\dot {f}}}가 거의 어디서나 존재하며, L2 르베그 공간에 속하는 것들로 구성된다.
- {\displaystyle G}는 직교군 {\displaystyle \operatorname {O} (n)}에 대한 게이지 군 {\displaystyle \{\phi \colon M\to \operatorname {O} (n)\}}이며, {\displaystyle P}는 리만 다양체 {\displaystyle M}의 틀다발로서 유도된다.
- {\displaystyle F=\operatorname {L} ^{1,2}(\mathbb {S} ^{1},\mathbb {R} ^{n})}이며, {\displaystyle \rho }는 함수의 합성으로 정의된다. 이에 따라, {\displaystyle E=P\times _{G}F=\mathrm {T} X}는 그 접다발이다.
- 단면 {\displaystyle s\colon X\to E}는 속력 {\displaystyle \gamma \mapsto {\dot {\gamma }}}이다. 그 영점은 상수 함수 고리들의 공간이다.

이 경우,
{\displaystyle Z=(2\pi )^{-(\dim M)/2}\int _{M}\operatorname {Pf} (\operatorname {Riem} )=(2\pi )^{-(\dim M)/2)}\chi (M)}
을 얻는다. 이는 {\displaystyle \Omega (M)}의 L2 완비화를 힐베르트 공간으로 하는 초대칭 양자역학의 분배 함수와 일치한다.

### 도널드슨 이론
만약
- {\displaystyle X}는 어떤 4차원 매끄러운 다양체 {\displaystyle M} 위의 {\displaystyle G}-주다발 {\displaystyle P}의 주접속들의 공간이다.
- {\displaystyle E}는 {\displaystyle M} 위의, {\displaystyle {\mathfrak {g}}}-값 자기 쌍대 2차 미분 형식들의 공간이다.
- {\displaystyle s\colon F\mapsto F+*F}는 2차 미분 형식을 자기 쌍대 성분으로 대응시킨다.

이에 따라, {\displaystyle s}의 영점은 반 자기 쌍대 미분 형식들의 공간이다. 만약 이 공간이 0차원이라면 (점으로 구성된다면), 도널드슨 이론은 이 공간의 점의 수를 계산한다.

## 역사
마타이 바르기스(말라얄람어: മത്തായി വർഗീസ്, 영어: Mathai Varghese)와 대니얼 퀼런이 1986년에 도입하였다. 이후 마이클 아티야와 리사 제프리(영어: Lisa Jeffrey)가 이 개념이 무한 차원에서 위상 양자장론에 해당한다는 것을 증명하였다.

## 참고 문헌
- Blau, Matthias. “The Mathai–Quillen Formalism and Topological Field Theory” (영어). arXiv:hep-th/9203026. doi:10.1016/0393-0440(93)90049-K.
- Wang, Zheng-Dong (1997). “Mathai–Quillen formalism — from the point of view of path integrals”. 《Letters in Mathematical Physics》 (영어). doi:10.1023/A:1007312606288. ISSN 0377-9017.